# 下古澤站
下古澤站（日语：／ Shimosawa eki */?）是位於和歌山縣伊都郡九度山町大字下古澤，南海電氣鐵道的高野線車站，車站編號為NK82。車站位於海拔177米（高於橋本站85米）。

## 歷史
- 1928年（昭和3年）6月18日 - 高野山電氣鐵道（日语：高野山電気鉄道）高野下站至神谷站（現時：紀伊神谷站）之間開通，此站啟用。
- 1947年（昭和22年）3月15日 - 高野山電氣鐵道改公司名為南海電氣鐵道。
- 2000年（平成12年）10月 - 車站業務委托子公司南海建築服務（日语：南海ビルサービス）負責。
- 2002年（平成14年）11月12日 - 撒走列車交會設備。
- 2007年（平成19年）10月 - 作為「高野花鐵道」項目一環，下行月台遺址增設花屏風。
- 2009年（平成21年）2月6日 - 紀伊清水站、學文路站、九度山站、高野下站、上古澤站、紀伊細川站、紀伊神谷站、極樂橋站、高野山站、紀之川橋樑（日语：紀ノ川橋梁）、丹生川橋樑和鋼索線均指定為近代化產業遺產（日语：近代化産業遺産）（高野山參詣相關遺產）。
- 2017年（平成29年）10月22日 - 颱風21號吹襲日本，上古澤站內發生路基流出事故，高野下站至極樂橋站之間暫停服務[1]。橋本站至高野山站之間安排代行巴士[2]。
- 2018年（平成30年）
  - 2月28日 - 發表列車交會車站會從上古澤站遷移至上古澤站[3]。
  - 3月31日 - 同時路軌修復工程完成。高野下站至極樂橋站之間的列車服務重開[4]。 列車交會設備從上古澤站遷移至下古澤站。在約15年後重開舊下行月台，再次安排站員當值。橋本站至高野山站之間的代行巴士服務停止。

## 車站構造

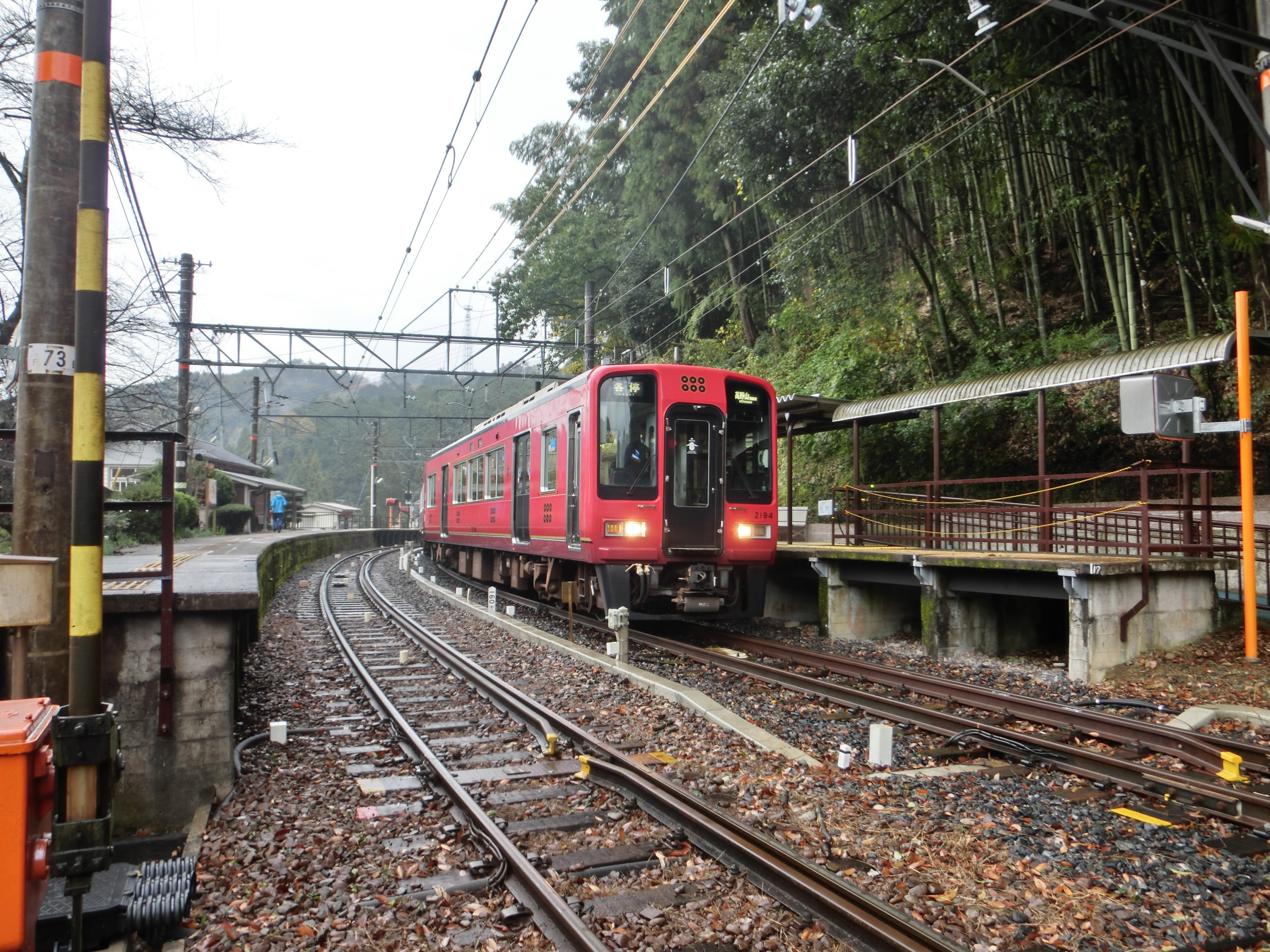
站內全景（極樂橋一方）

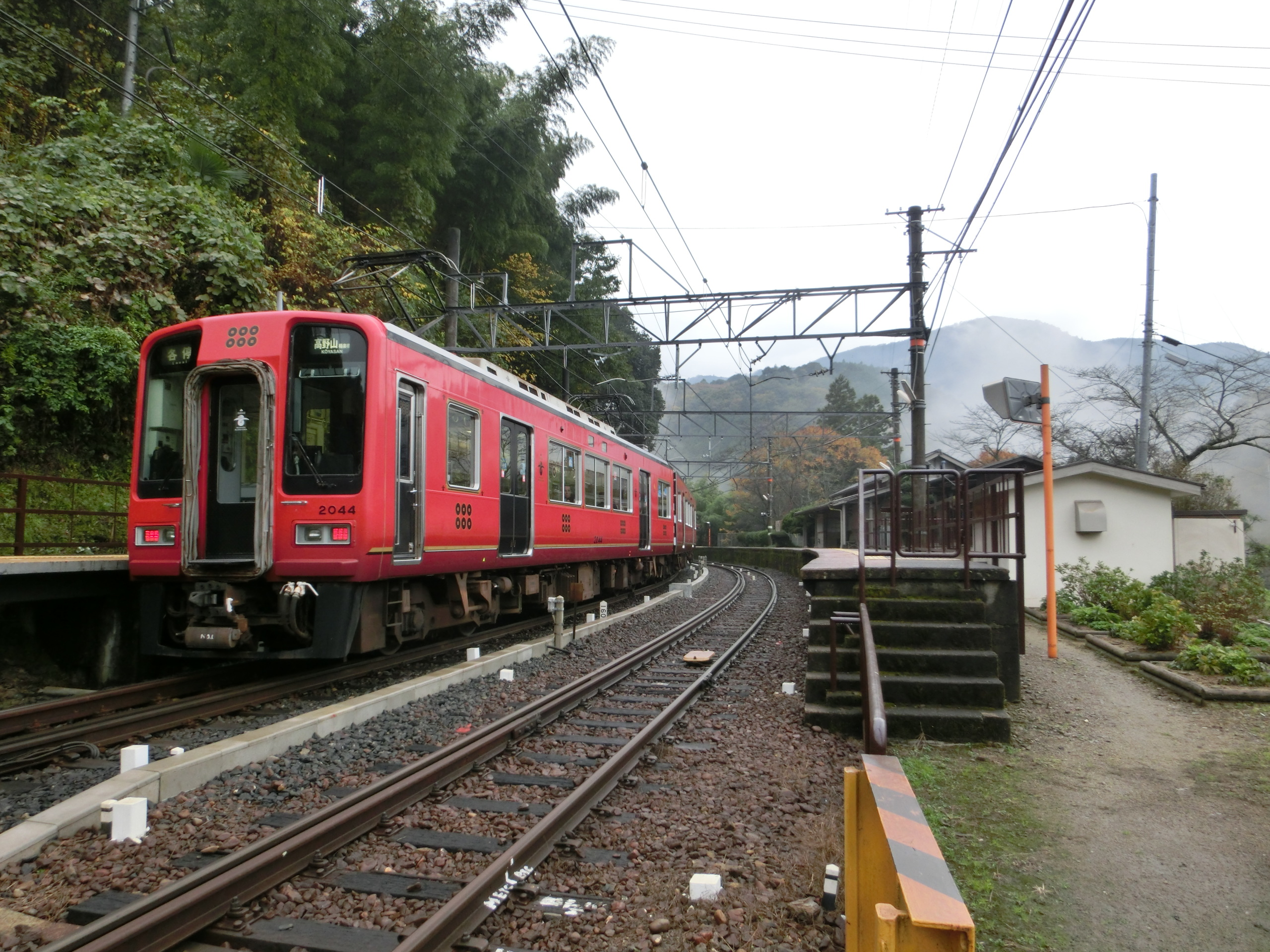
站內全景（難波一方）

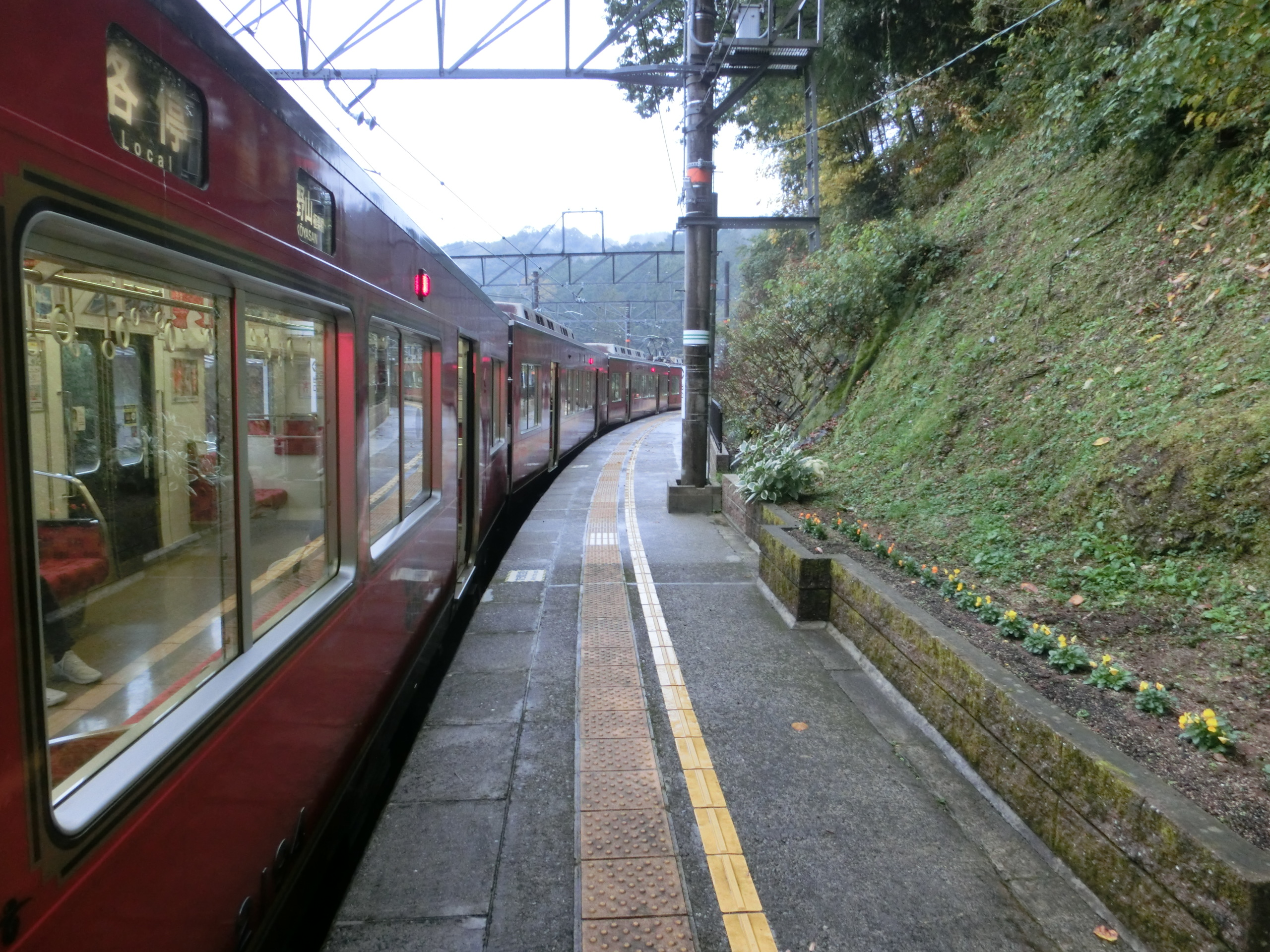
重開的下行月台

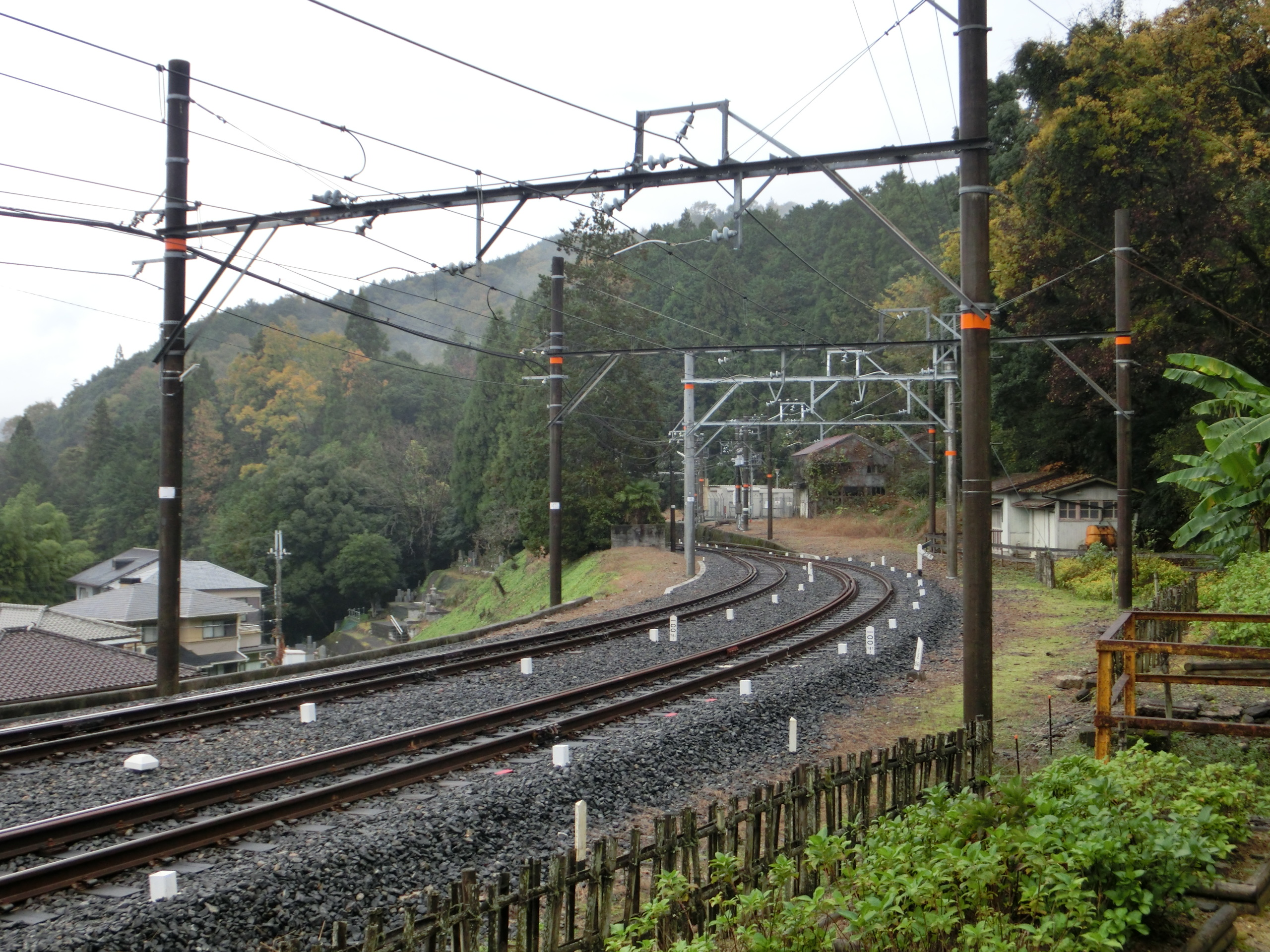
靠近難波一方的急彎，後方可看見上下行路軌分支

車站是一座地面車站，設有2面2線的相對式月台。由於車站建於山坡之中，因此車站大樓和月台建於斜面上。月台可容納4卡2門車廂。
在2002年（平成14年），此站的列車交會設備撤走，只剩下使用舊·難波方向月台。為高野線單線區間中唯一不可列車交會的車站。但是在2017年，颱風21號吹襲日本，鄰站上古澤站內發生路基流出事故。在進行路軌修復工程時候，把上古澤站的列車交會設備遷移至此站，使此站重設交會設備。再次成為2面2線的相對式月台。下行月台重新鋪設瓷磚。
此站月台與車廂之間有較大的空隙。
在撒走列車交會設備後，月台本體沒有撒走。後來為了「高野花鐵道」項目，於2007年（平成19年）10月，月台遺址上設置了花屏風。但是在上述提及重設列車交會設備時，花屏風被撤走了。
在高野山電氣鐵道時代，高野下方向設有車廠。
在2018年3月31日重設列車交會設備時，此站再次安排車站職員當值，同時把乘車站證明書發行機撤走。此站設有自動閘機，並可使用Surutto KANSAI與PiTaPa，但是閘機不會開關。

### 月台
| 月台 | 路線   | 上下行 | 方向           |
| ---- | ------ | ------ | -------------- |
| 1    | 高野線 | 下行   | 高野山方向     |
| 2    | 高野線 | 上行   | 橋本、難波方向 |

※上述月台編號沒有於站內標示。在智能手機應用程式「南海App」中，下行月台為1號月台，上行月台為2號月台。車站大樓側為2號月台。

## 利用狀況
在2019年（令和元年）度，1日平均上下車人次為36人。在南海車站（100站）中排名97位。
以下為各年度1日平均上下車人次列表：
| 年度   | 1日平均 上下車人次 | 排名 |
| ------ | ------------------ | ---- |
| 2000年 | 212                |      |
| 2001年 | 205                |      |
| 2002年 | 198                |      |
| 2003年 | 184                |      |
| 2004年 | 172                |      |
| 2005年 | 162                |      |
| 2006年 | 150                |      |
| 2007年 | 148                |      |
| 2008年 | 139                |      |
| 2009年 | 124                |      |
| 2010年 | 116                |      |
| 2011年 | 107                |      |
| 2012年 | 92                 |      |
| 2013年 | 98                 |      |
| 2014年 | 73                 |      |
| 2015年 | 66                 |      |
| 2016年 | 59                 |      |
| 2017年 | 51                 | 96位 |
| 2018年 | 46                 | 97位 |
| 2019年 | 36                 | 97位 |

## 車站周邊
- 高野紙（日语：高野紙）
- 九度山町下古澤、中古澤
- 古澤
- 國道370號
- 九度山町立古澤小學，現已關校。
- 中古澤橋樑（日语：中古沢橋梁）（棧橋）

## 相鄰車站
南海電氣鐵道
 高野線
■観光列車「天空」
通過
■快速急行（只有高野山方向單向）、■急行、■各站停車
高野下（NK81）－下古澤（NK82）－上古澤（NK83）

## 注腳
1. ↑  台風第21号による被害状況等について（第4報） （2017/10/24 7:00現在）PDF（日語） - 國土交通省
2. ↑  台風21号の影響による列車の運休区間について （页面存档备份，存于）（日語） - 南海電氣鐵道，2017年10月24日
3. ↑  上古沢駅線路故障の状況http://www.nankai.co.jp/traffic/info/transfer.html （页面存档备份，存于）
4. ↑  . www.nankai.co.jp.   [2018-04-04]. （原始内容存档于2018-04-02） （日语）.
5. 1 2  ハンドブック南海2020 鉄道事業PDF（日語）

## 外部連結
- 下古澤 - 南海電氣鐵道